# Domenico Buttaoni (Bischof)
Domenico Buttaoni (* 28. Februar 1757 in Tolfa; † 15. August 1822) war ein italienischer Geistlicher und Bischof von Fabriano e Matelica.

## Leben
Er empfing am 15. September 1782 die Diakonen- und am 21. September 1782 die Priesterweihe.
Papst Pius VII. ernannte ihn am 26. August 1806 zum Bischof von Fabriano e Matelica. Die Bischofsweihe spendete ihm am 31. August desselben Jahres Kardinal Giovanni Filippo Gallarati Scotti; Mitkonsekratoren waren Erzbischof Giovanni Coppola und Giovanni Francesco Capelletti, Bischof von Ascoli Piceno.